# Сэнгай
Сэнгай Гибон (яп. 仙厓義梵, род. 1750 г. — ум. 1837 г.) — японский буддийский монах школы Риндзай и художник.

## Жизнь и творчество
Сэнгай провёл половину своей жизни в Нагате близ Иокогамы, после чего удалился в монастырь Сёфуку-дзи в Фукуоке, первый японский дзэн-монастырь. Здесь он оставался до конца своих дней. Сэнгай получил известность благодаря своим полным парадоксов сочинениям, а также писанным тушью картинам (техника гохуа, в Японии известная как суми-ё). Так как учение риндзай было особо сложным для понимания непосвящённых, монах в своих писаниях старался по возможности облегчить это и объяснить сложные моменты.
Наиболее известной картиной работы Сэнгая является полотно «Круг, треугольник и квадрат». Оно имеет несколько подтекстов. Так, в Японии эти изображения рассматривают как «правильно», «наполовину правильно» и «неправильно» соответственно. Кроме этого, знаки олицетворяют собой стихии: круг — воду, треугольник — огонь, четырёхугольник — землю. Дайсэцу Тэйтаро Судзуки, познакомивший западный мир с творчеством Сэнгая и переведший многие его сочинения на английский язык, обозначил эту картину как «Универсум».
В XX столетии Идэмицу Садзё собирал живописные работы Сэнгая в своём музее (художественный музей Идэмицу) и таким образом сделал их доступными для широкой публики.